# Hearts on fire (Baker Gurvitz Army)
Hearts on fire is het derde studioalbum van Baker Gurvitz Army.
BGA is teruggebracht tot een kwartet (zang, gitaar, bas en drums). De muziek van het album gaat richting de bluesrock ondanks de inschakeling van Eddie Offord als muziekproducent. Hij was bekend binnen de progressieve rock met Emerson, Lake & Palmer en Yes. In de toelichting van een heruitgave via Repertoire Records (1993) gaf de schrijver Chris Welch aan dat tijdens de opnamen onoverkomelijke meningsverschillen ontstonden die uitmondden in ruzie. De uitgifte van het album betekende eigen vrijwel direct het einde van de band. Baker startte weer een nieuwe band genaamd Energy, en de gebroeders Gurvitz gingen verder met Graeme Edge.  
Opnamen vonden plaats in The Point Studios, het werd afgemixt in Advision Studios, beide in Londen

## Musici
- Stephen W. Parsons – zang
- Adrian Gurvitz – gitaar
- Paul Gurvitz – basgitaar
- Ginger Baker – drumstel

Met
- The Martyn Ford Orchetra (Tracks of my life)
- Ann O’Dell- piano (Thristy for the blues, Tracks of my life), Hammondorgel (My mind is healing en Smiling)
- Ken Freeman – synthesizers (Flying in and out of stardom, Dancing the night away en Neon lights)
- Brian Chatton – clavinet, minimoog (Smiling)
- Madeline Bell, Irene Chanter, Kay Garner – achtergrondzang (Tracks of my life)

## Muziek
| Nr. | Titel                                         | Duur |
| --- | --------------------------------------------- | ---- |
| 1.  | Hearts on fire (Ginger Baker)                 | 2:30 |
| 2.  | Neon lights (Stephen W. Parsons)              | 4:35 |
| 3.  | Smiling (Paul Gurvitz)                        | 3:14 |
| 4.  | Tracks of my life (Adrian Gurvitz)            | 4:28 |
| 5.  | Flying in and out of stardom (Adrian Gurvitz) | 2:18 |
| 6.  | Dancing the night away (Adrian Gurvitz)       | 3:23 |
| 7.  | My mind is healing (Adrian Gurvitz)           | 3:51 |
| 8.  | Thirsty for the blues (Adrian Gurvitz)        | 5:16 |
| 9.  | Night people (Adrian Gurvitz)                 | 3:19 |
| 10. | Mystery (Stephen W. Parsons)                  | 4:04 |

Tracks of my life en Dancing the night away werden als singles uitgegeven.
Ondanks het matige succes werd het album regelmatig heruitgegeven, zoals in 2019 door Esoteric Recordings. Antonie Deelen constateerde daarbij in IO Pages 181, dat de muziek behoorlijk gedateerd klinkt. OOR's Pop-encyclopedie (versie 1977) vond alle albums nauwelijks de moeite waard, ondanks het drumwerk van Baker.